# Josef Koudela (kasař)
Josef Koudela, přezdívaný Nezmar, (1. dubna 1896 Praha – po roce 1946) byl český lupič, kasař a recidivista zaměřující se na vykrádání kas a trezorů v peněžních ústavech, původně vyučený zámečník uváděný v letech 1927 až 1946 jako nejúspěšnější zločinec ve svém oboru v Československu. Za své působení vykonal, téměř výhradně o samotě, více než 100 vloupání se škodou stoupající do stovek tisíc československých korun. Byl několikrát dopaden a vězněn, mj. v pražské věznici na Pankráci. Byl rovněž prvním zločincem v historii československé kriminalistiky, který kvůli ztížení své identifikace podstoupil plastickou operaci tváře.

## Život

### Mládí
Narodil se v Praze, po vychození obecné školy se vyučil zámečníkem. Tím měl, stejně jako celá řada dalších zámečníků-kasařů, dobré profesní předpoklady k otevírání a rozbíjení uložen hotovosti, tedy kas a sejfů. Již v šestnácti letech byl poprvé zatčen za drobné krádeže. V době první světové války byl poprvé odsouzen a poslán na dva roky do vězení. Bytem byl hlášen v Karlíně.

### Nezmar
Další sérii vloupání provedl s komplicem Františkem Posnarem na jaře 1924, při kterých odcizil přes 100 000 Kčs. Případ začalo vyšetřovat 4. oddělení pražské policie pod vedením komisaře Josefa Vaňáska. 24. května 1924 byl Koudela dopaden poté, co se několik dnů předtím pokusila Koudelova partnerka Božena Šťastná zbavit v jedné z pražských hospod množství dvacetikorun v hodnotě 2000 Kčs, a přivedla tak policii na jeho stopu. Zajistila u něj střelnou zbraň a rozsáhlý arzenál paklíčů, šperháků a dalšího náčiní. Byl odsouzen na 4 roky těžkého žaláře, propuštěn byl, nejspíš za dobré chování, již roku 1927.
Nedlouho poté se opět pustil do dalších vykrádacích akcí, kterých provedl několik desítek. V dobrodružné a ziskové činnosti evidentně našel zálibu a posléze se díky svým mimořádným schopnostem, manuální zručnosti a schopnosti nezanechat na místě činu téměř žádné cenné stopy, stal v pražských kriminálních kruzích známý pod přezdívkou Nezmar, zatímco po něm pátralo čím dál více policistů. Těm ale Koudela zdárně unikal, své partnerce Vlastě Šímové posílal dokonce z míst činů pohlednice a nosil jí z lupů klenoty. Se Šímovou se posléze oženil, narodila se jim dcera a Koudela zakoupil z nakradené hotovosti sahající snad přes jeden milion Kčs pro rodinu v Praze vilu. Právě sledování jeho manželky ale vedlo ke Koudelově opětovnému zadržení roku 1933 a odsouzení na osm let vězení ve Valdicích se zpřísněným režimem.
K jeho odhalení dopomohla metoda vyvinutá českým četníkem Ladislavem Havlíčkem zvaná mechanoskopie, tedy důkladné zkoumání způsobu práce s nástroji při vykrádání a srovnávání zadrženého nářadí s otisky na otevřených zámcích.

### Protektorát Čechy a Morava
Propuštěn byl na jaře roku 1940, tedy rok po obsazení Československa Německou říší a zřízením Protektorátu Čechy a Morava. I přes slib své rodině, že loupení zanechá, se ještě roku 1940 vydal z Prahy do Tábora za účelem vykradení trezoru. Na Vánoce 1940 byl po neúspěšném útěku po loupeži na Starém Městě zadržen a vzhledem k opětovnému nálezu zbraně a válečnému stavu odsouzen na 18 měsíců nucených prací v pracovním a koncentračním táboře Lety u Písku. Odtud se mu z obavy před deportací do koncentračních táborů na území obsazeného Polska podařilo probouráním se zdí cely uprchnout a skrýt. Nadále neustával v kriminální činnosti, vedle krádeží peněz odnášel a obchodoval s nedostatkovými potravinami. Protože byla jeho tvář mezi kriminalisty velmi známá, podstoupil plastickou operaci obličeje. Začal také nosit brýle, knír a speciální kovový umělý chrup, který změnil tvar jeho tváře.
I přesto byl koncem války vypátrán a dopaden před bytem jedné ze svých milenek skupinou osmi policistů. Při výsleších, oproti předchozím zadržením všechno doznal, ba dokonce předčil policejní odhady o 80 loupežní o několik dalších. Uvězněn byl ve věznici na Pankráci a 14. dubna 1945 mimořádným soudem odsouzen jako nenapravitelný recidivista k trestu smrti. Jeho vykonání zmařilo vypuknutí Pražského povstání 5. května a s ním související vzpoura, která ve věznici vypukla, vedená především zde internovanými českými příslušníky protinacistického odboje.

### Po roce 1945
Po útěku z vězení již nekontaktoval svou rodinu, nadále se potom věnoval kriminální činnosti, přičemž byl několikrát dopaden a opětovně vězněn.
Zemřel někdy po roce 1946.

### Po smrti
Paradoxním faktem je, že se vězeňské fotografie Josefa Koudely objevovaly a objevují mezi odbojáři vězněnými na Pankráci, které jej označují jako člena odboje.